# Südharz bei Zorge
Südharz bei Zorge este o arie protejată (arie de protecție specială avifaunistică — SPA) din Germania întinsă pe o suprafață de 1.164 ha, integral pe uscat.

## Localizare
Centrul sitului Südharz bei Zorge este situat la coordonatele 51°38′24″N 10°36′35″E / 51.64°N 10.6097°E.

## Înființare
Situl Südharz bei Zorge a fost declarat arie de protecție specială avifaunistică în iunie 2001 pentru a proteja 5 specii de animale.

## Biodiversitate
Situată în ecoregiunea continentală, aria protejată nu include niciun habitat protejat.
La baza desemnării sitului se află mai multe specii protejate de  păsări (5): minunița (Aegolius funereus), cocoșul de mesteacăn (Bonasa bonasia), ciocănitoare neagră (Dryocopus martius), ciuvică (Glaucidium passerinum), sitar de pădure (Scolopax rusticola).